# 15728 Karlmay
15728 Karlmay (1990 TG11) là một tiểu hành tinh vành đai chính được phát hiện ngày 11 tháng 10 năm 1990 bởi F. Borngen và L. D. Schmadel ở Tautenburg.
Nó được đặt theo tên the German writer Karl May.